# Balsfjorden
Il Balsfjorden (in lingua sami settentrionale: Báhccavuotna), è un fiordo situato nella contea di Troms, la più settentrionale della Norvegia.

## Descrizione
Il fiordo ha una lunghezza di 57 km e una larghezza che va da 2 a 7 km. Si estende lungo il territorio dei comuni di Balsfjord e Tromsø.
Il Balsfjorden ha inizio dallo stretto di Tromsøysundet, appena a sud della città di Tromsø e prosegue con orientamento nord-sud. Il villaggio di Storsteinnes è situato sulla sponda sud-occidentale, mentre Nordkjosbotn si trova sulla sponda sud-orientale del fiordo.
Tra la penisola di Ramfjordneset e il villaggio di Andersdal sul lato ovest appena a sud dello sbocco nel Mare di Barents, si dirama verso est il Ramfjord, l'unico braccio del Balsfjorden. Di fronte ad Andersdal si trova il villaggio di Kobbevågen.

## Accessibilità
La strada europea E08 segue per lo più la costa orientale del fiordo, mentre la E06 corre lungo l'estremità meridionale del fiordo, nella parte più interna. Altre strade nelle vicinanze del fiordo sono la Riksvei 859 lungo il lato ovest a nord di Storsteinnes e la Riksvei 858 lungo il lato ovest a nord di Malangseidet. La strada regionale Fylkesvei 294 corre lungo il lato est del fiordo da Kantornes ad Andersdal, e sul lato meridionale a sud di Kantornes corre la Fylkesvei 297.